# Mecca (Califòrnia)
Mecca és una concentració de població designada pel cens dels Estats Units a l'estat de Califòrnia. Segons el cens del 2000 tenia 5.402 habitants.

## Demografia
Segons el cens del 2000, Mecca tenia 5.402 habitants, 1.049 habitatges, i 958 famílies. La densitat de població era de 1.604,4 habitants/km².
Dels 1.049 habitatges en un 67% hi vivien nens de menys de 18 anys, en un 68,4% hi vivien parelles casades, en un 13,9% dones solteres, i en un 8,6% no eren unitats familiars. En el 4% dels habitatges hi vivien persones soles l'1% de les quals corresponia a persones de 65 anys o més que vivien soles. El nombre mitjà de persones vivint en cada habitatge era de 5,04 i el nombre mitjà de persones que vivien en cada família era de 4,97.
Per edats la població es repartia de la següent manera: un 39,8% tenia menys de 18 anys, un 14,4% entre 18 i 24, un 29% entre 25 i 44, un 13,1% de 45 a 60 i un 3,7% 65 anys o més.
L'edat mediana era de 23 anys. Per cada 100 dones de 18 o més anys hi havia 135 homes.
La renda mediana per habitatge era de 22.973 $ i la renda mediana per família de 21.250 $. Els homes tenien una renda mediana de 16.897 $ mentre que les dones 11.901 $. La renda per capita de la població era de 6.389 $. Entorn del 43% de les famílies i el 45,5% de la població estaven per davall del llindar de pobresa.

## Poblacions més properes
El següent diagrama mostra les poblacions més properes.